# José Ignacio Iriarte González
José Ignacio Iriarte González, més conegut com a Iñaki Iriarte (Vitòria, País Basc, 18 de juliol de 1950) és un entrenador de bàsquet basc.

## Trajectòria
Inicia la seva carrera com a entrenador al Col·legi San Viator, amb 17 anys. Amb 27 anys es treu el títol d'entrenador nacional i comença a entrenar en les categories inferiors del Saski Baskonia. L'any 1978 entrena el primer equip baskonista i després el Patronato Bilbao. S'assenta durant 4 anys en el Club Bàsquet Peñas Huesca, coincidint amb una de les parelles de nord-americans més rendibles de la història de l'ACB, Brian Jackson i Granger Hall. Després de diverses experiències en ACB i LEB, inclòs un retorn a la banqueta del Baskonia, es consolida a l'estructura baskonista, treballant amb jugadors del planter, com Tiago Splitter, Devon Van Oostrum, Rinalds Malmanis, Daniel Bordignon i treballant amb jugadors com Mirza Teletovic, Stanko Barac, i Tibor Pleiß.